# معركة موجكوفاك
معركة موجكوفاك (بالإنجليزية:  Battle of Mojkovac)‏ هي معركة حدثت خلال الحرب العالمية الأولى من 6-7 يناير بالقدب من موجكوفاك، الجبل الأسود بين الإمبراطورية النمساوية المجرية ومملكة الجبل الأسود.